# シャムベックラー・ブイ
シャムベックラー・ブイ（Shambeckler Vui、1997年5月20日 - ）は、ジャパンラグビーリーグワン三菱重工相模原ダイナボアーズに所属していたラグビー選手。

## プロフィール
- オーストラリア・バンクスタウン出身[1]。
- ポジションはプロップ(PR)。
- 身長 180 cm、体重 117 kg
- U20オーストラリア代表に選ばれたことがある[2]。

## 略歴
クィーンズランド高校卒業後、パース・スピリット、フォース、シドニーレイズ、ワラターズ、ブランビーズを経て、2020年、三菱重工相模原ダイナボアーズに加入。
2021年3月14日にジャパンラグビートップリーグ第4節NTTコミュニケーションズシャイニングアークス戦に途中出場で日本での公式戦初出場を果たす。同シーズンをもって三菱重工相模原ダイナボアーズを退団した。